# Papiro 34
O Papiro 34 ({\displaystyle {\mathfrak {P}}}34) é um antigo papiro do Novo Testamento que contém fragmentos de I Coríntios (16:4-7.10) e II Coríntios (5:18-21; 10:13-14; 11:2.4.6-7).